# Павел Недвед
Павел Недвед (чеш. Pavel Nedvěd; Хеб, 30. август 1972) је бивши чешки фудбалер.

## Каријера
Недвед је играјући у млађим категоријама променио неколико екипа. У Спарту је стигао 1992. године, као талентован али још увек неафирмисан играч. Ту је провео четири сезоне и одиграо 117 утакмица и постигао 28 голова (од тога је 98 утакмица одиграо у првенству уз 23 постигнута гола).
Након европског првенства 1996. прелази у римски Лацио иако је практично све већ било договорено око његовог преласка у ПСВ Ајндховен. За Лацио је одиграо 204 утакмице и постигао 50 голова (од тога је 138 утакмица одиграо у првенству уз 33 постигнута гола). Са Лацијом је освојио Куп Италије 1997/98. а наредне сезоне је освојен последњи Куп победника купова 1998/99. победом над Мајорком (2:1). Недвед је тада био стрелац победоносног гола, који је последњи погодак постигнут у овом такмичењу.
Након преласка Зидана у Реал Мадрид лета 2001. Недвед стиже у Јувентус као његова замена. За његов трансфер Јувентус је морао да плати обештећење од 41 милион евра. За Јувентус је одиграо 286 утакмице и постигао 58 голова (од тога је 247 утакмице одиграо у првенству уз 50 постигнутих голова). Са Јувентусом је четири пута био шампион Серије А и стигао је до финала Лиге шампиона 2002/03. у којем је Јувентус поражен од Милана. Недвед је ту утакмицу пропустио због парних жутих картона.

## Репрезентација
- За сениорску репрезентацију Чешке је одиграо 91 утакмицу и постигао 18 голова, (1994-2006).

За сениорску репрезентацију Чешке је дебитовао 5. јуна 1994. године, против Ирске (3:1). Септембра 2004. године се повукао из репрезентације. На позив селектора одлучио је да се врати за мечеве баража за одлазак на светско првенство 2006. против Норвешке. У оба меча Чешка је славила са по (1:0) и тако се пласирала по први пут на светско првенство од распада Чехословачке. Након светског првенства поново је објавио да се повлачи из репрезентације. Своју опроштајну утакмицу одиграо је августа 2006. против Србије (3:1). Селектор га је поново позвао да помогне репрезентацији на европском првенству 2008. али је Недвед тај позив одбио.
Учествовао је на европском првенству 1996., европском првенству 2000., европском првенству 2004. и светском првенству 2006.

## Стил игре
Комплетан, упоран и конзистентан играч, Недвед је често играо као леви бочни, офанзивни везни или као лево крило током своје каријере, због своје способности да убацује лопту левом ногом, као и због способности да сече унутра и шутира десном ногом. Био је способан да игра било где у везном реду због свог офанзивног и дефанзивног рада. Његове свестраности, физичности и способност борбе, му је омогућило да почне да напада после повратка поседа. Такође је повремено био распоређен као централни везни играч, као и у нападном везном реду и плејмејкерској улози, или као помоћни нападач, где је бриљирао као асистенција због одличне способности дриблинга, додавања домет и визија. Пре свега је био познат по својим снажним ударцима и волејима са дистанце, као и по издржљивости, такође је био динамичан играч, који је био познат по својој брзини, убрзању, издржљивости, техници и способности за постизање голова, што је често подразумевало да вуче лопту и изводи нагле спринтове ка противничком голу, са средине терена. Такође је био прецизан извођач и једанаестерац.
Познат по својој дугој плавој коси, која га је учинила веома препознатљивим играчем на терену, Недвед је добио надимак Furia Ceca („Чешка фурија“, или такође „ Слепи бес“ на италијанском) од стране италијанских навијача, који су примећивали његову вештину, доследност и полет, као и издржљивост, темпо, моћ и одлучност. У медијима на енглеском језику звали су га „чешким топом”. Његов бивши шеф у Лацију Свен-Горан Ериксон описао га је као атипичног везисту, потпуно комплетног. Упркос његовим способностима, Недведовљев упорни стил игре и дисциплинованост су га такође довели до тога да буде критикован од стране неких у спорту, који су га оптужили да је био претерано несмотрен у својим потезима и да је превише лако падао када је био изазван.

## Постфубалска каријера
Недвед је 2010. године трчао Прашки полумаратон и истрчао је за 1:49:44. Истрчао је Прашки маратон 2012. у времену од 3:50:02 на стази од 42 километра.
Он је проглашен међународном личношћу на додели ФАИ међународних фудбалских награда 2012. у фебруару. У јануару 2013. забрањено му је да присуствује утакмицама Серије А на три недеље пошто је увредио судију Паола Валерија током утакмице Јувентуса против Сампдорије.
Дана 12. октобра 2010, Екор (инвестициона компанија породице Ањели) је предложио Недведа за позицију у управном одбору Јувентуса; он остаје директор од сезоне 2018–19 . Дана 23. октобра 2015. Недвед је именован за потпредседника одбора директора.
Дана 28. новембра 2022, цео управни одбор Јувентуса, укључујући Недведа, поднео је оставку  усред скандала. Дана 20. јануара 2023, Недвед је суспендован на осам месеци са функције у италијанском фудбалу као казна за кршење имовинске користи у оквиру скандала Plusvalenza.

## Лични живот
Син Вацлава и Ане, Недвед је живео са супругом Иваном од 1992. Пар има двоје деце, по родитељима названа Ивана и Павел. Пар се развео 2019. и Недвед је почео да излази са 23 године млађом партнерком.
Његова аутобиографија из 2010. објављена је на италијанском језику као La mia vita normale. Di corsa tra rivoluzione, Europa e Pallone d'oro. На чешки је преведена као Můj obyčejný život и објављена је у Чешкој 2011. године.

## Успеси

### Клупски
Спарта Праг
- Првенство Чехословачке: 1992/93.
- Првенство Чешке: 1993/94, 1994/95.
- Куп Чешке: 1996.

Лацио
- Серија А: 1999/00.
- Куп Италије: 1997/98, 1999/2000.
- Суперкуп Италије: 1998, 2000.
- Куп победника купова: 1998/99.
- УЕФА суперкуп: 1999.

Јувентус
- Серија А: 2001/02, 2002/03.
- Суперкуп Италије: 2002, 2003.
- Серија Б: 2006/07.

### Индивидуални
- Чешки фудбалер године: 1998, 2000, 2003, 2004.
- Играч године у Серији А: 2003.[37]
- Златна лопта: 2003.[38]
- ФИФА 100: 2004.[39]